# Горбаневская, Наталья Евгеньевна
Ната́лья Евге́ньевна Горбане́вская (26 мая 1936, Москва — 29 ноября 2013, Париж) — русская поэтесса и переводчица, правозащитница, участница диссидентского движения в СССР.
Участница демонстрации 25 августа 1968 года против ввода советских войск в Чехословакию. Автор полутора десятков книг стихов; переводчица с польского, чешского, словацкого и французского.

## Биография
Родители в браке не состояли, мать — Евгения Семёновна Горбаневская, библиотекарь, русская; отец — еврей, погиб во время Великой Отечественной войны на фронте.
В 1953 году поступила на филологический факультет МГУ; занималась в литературной студии. Первые публикации стихов Горбаневской появились в факультетской стенгазете. Эти стихи были признаны упадническими и декадентскими, и Горбаневскую исключили из университета под предлогом несдачи зачёта по физкультуре. Она некоторое время проучилась в техникуме в Советске, где готовили киномехаников, потом вернулась в Москву и в 1956 году вновь поступила на филологический факультет МГУ.
В декабре 1956 года была задержана КГБ в связи со знакомством с Андреем Терёхиным и Владимиром Кузнецовым, арестованными за распространение листовок с протестом против советской интервенции в Венгрии. Освобождена через три дня, выступала свидетелем обвинения на процессе Терёхина и Кузнецова. По её собственному более позднему признанию, показания начала давать, так как в ней «взыграло… комсомольское сознание»; «вот это самый мрачный момент в моей истории жизни, мною мне не прощённый». Осенью 1957 года второй раз была исключена из МГУ, якобы за пропуски занятий.
В 1958 году поступила на заочное отделение филологического факультета Ленинградского университета, в 1964 году окончила его по специальности «филолог, преподаватель русского языка и литературы средней школы». Работала в Москве библиотекарем, библиографом, техническим и научным переводчиком. Была знакома с Александром Гинзбургом и Юрием Галансковым, перепечатывала самиздатские материалы. В 1961 году родила первого сына, в 1968-м — второго.
С 1959 года стихи Горбаневской распространялись в Самиздате; они включены были в журнал «Синтаксис» (издатель — Александр Гинзбург), альманахи «Феникс» (1961 и 1966), составленные Юрием Галансковым. В советской печати стихи Горбаневской почти не публиковались. С 1969 года на Западе издаются её поэтические сборники.
В 1967 — начале 1968 года участвовала в петиционной кампании вокруг «процесса четырёх», выступала в защиту других лиц, подвергавшихся преследованиям по идеологическим мотивам. В феврале 1968 года Горбаневскую принудительно поместили в психиатрическую больницу им. Кащенко, но вскоре она была выписана.
Была инициатором, автором, редактором и машинисткой первого выпуска самиздатовского бюллетеня «Хроника текущих событий» в 1968 году. Под редакцией Горбаневской вышли первые десять выпусков.
Приняла участие в основании Инициативной группы по защите прав человека в СССР, стала её членом.
Участница демонстрации 25 августа 1968 года против введения советских войск в Чехословакию, куда пришла вместе с грудным ребёнком в коляске. В демонстрации участвовали, кроме Горбаневской, К. Бабицкий, Т. Баева, Л. Богораз, В. Делоне, В. Дремлюга, П. Литвинов и В. Файнберг. Горбаневская принесла с собой самодельный чехословацкий флаг и два рукописных плаката: «Да здравствует свободная и независимая Чехословакия!» (на чешском языке) и «За вашу и нашу свободу!» (на русском языке). Задержана вместе с другими демонстрантами, но в тот же день освобождена; ей предъявили обвинение в «групповых действиях, грубо нарушающих общественный порядок». Не была осуждена вместе с остальными демонстрантами, так как кормила грудного ребёнка.
По заключению психиатрической экспертизы о том, что у неё «не исключена возможность вялотекущей шизофрении», была признана невменяемой, но передана на поруки матери. Задолго до этого, в 1958 году Горбаневская по своей инициативе провела две недели в психиатрической больнице, ей поставили диагноз «шизофрения» под вопросом и поставили на психиатрический учёт, однако её лечащий врач говорил ей, что у неё был, скорее всего, лишь психотический эпизод, а не шизофрения. В конце 1969 года Горбаневская добилась заключения главного психиатра Москвы И. К. Янушевского о том, что она не больна шизофренией и не нуждается в помещении в психиатрическую больницу (в заключении, вынесенном 19 ноября, отмечалось: «На основании изучения истории болезни, катамнестического анализа более 10 лет и осмотра — данных за шизофрению нет»).
Вскоре после того, как задержанную во время демонстрации 25 августа 1968 года Горбаневскую выпустили, она передала в редакции западных газет, в частности «Руде право», «Унита» и «Морнинг Стар», письмо:

Мои товарищи и я счастливы, что смогли принять участие в этой демонстрации, что смогли хоть на мгновение прорвать поток разнузданной лжи и трусливого молчания и показать, что не все граждане нашей страны согласны с насилием, которое творится от имени советского народа. Мы надеемся, что об этом узнал и узнает народ Чехословакии. И вера в то, что, думая о советских людях, чехи и словаки будут думать не только об оккупантах, но и о нас, придает нам силы и мужество".— 
До следующего ареста успела составить документальную книгу о демонстрации «Полдень: Дело о демонстрации 25 августа 1968 года на Красной площади» (опубликована во Франкфурте-на-Майне, 1970). В книге воссоздана хроника событий того дня и собраны все материалы, относящиеся к ходу следствия и вынесению приговора по этому политическому процессу. Книга-документ была переведена на основные европейские языки, в СССР издавалась в самиздате в 1969 году.
Арестована 24 декабря 1969 года по обвинению в «распространении заведомо ложных измышлений, порочащих советский государственный и общественный строй». В вину ей ставили участие в демонстрации 25 августа 1968 года, написание и распространение письма об этой демонстрации, очерк «Бесплатная медицинская помощь», подписи под документами Инициативной группы, участие в издании «Хроники текущих событий». Также ей предъявили обвинение в нападении на представителей органов охраны порядка при исполнении служебных обязанностей в связи с тем, что она при обыске стала вырывать из рук у следователя переписанный её рукой «Реквием» Ахматовой со сделанным Ахматовой титульным листом и случайно поцарапала руку следователя бритвой, которой Горбаневская в это время точила карандаш по просьбе пятилетнего сына.
Находилась в Бутырской тюрьме. В апреле 1970 года в Институте судебной психиатрии имени В. П. Сербского ей был поставлен диагноз «вялотекущая шизофрения» при отсутствии упоминаний в клинической записи судмедэкспертами каких бы то ни было психопатологических расстройств, которые обуславливали бы необходимость госпитализации (впоследствии французские психиатры, изучив документы экспертизы, крайне негативно оценили её результаты, отмечая отсутствие у Горбаневской признаков шизофрении как на момент экспертизы, так и при обследовании ими Натальи). С января 1971 по февраль 1972 года пребывала на принудительном лечении в Казанской спецпсихбольнице и в институте им. Сербского.
В 1971 году Горбаневская опубликовала свой очерк «Бесплатная медицинская помощь», написанный в марте 1968 года и посвящённый злоупотреблению психиатрией в СССР, в книге «Казнимые сумасшествием». Продолжала правозащитную деятельность: подписала письма в защиту Г. Г. Суперфина, Л. И. Плюща (1974), сотрудничала в «Хронике текущих событий».
17 декабря 1975 года эмигрировала. Жила в Париже. Сразу же начала работать в редакции журнала «Континент» — сначала ответственным секретарём, затем заместителем главного редактора. Выпустила несколько поэтических сборников. Была внештатным сотрудником «Радио „Свобода“», с начала 1980-х годов и до 2003 года работала в газете «Русская мысль». Являлась зарубежным представителем неподцензурного исторического сборника «Память» (1976—1981). С 1999 года состояла в редакции и редколлегии русскоязычного варшавского журнала «Новая Польша», публикуясь в нём как автор и как переводчик.
Немало участвовала в политических выступлениях по всей Франции — в основном по приглашению групп «Международной Амнистии». После освобождения В. Буковского и при его поддержке участвовала в создании Владимирской группы для защиты политзаключённых Владимирской тюрьмы.
В августе 1990 года столица Чехословакии Прага присвоила Горбаневской и другим участникам демонстрации 1968 года звание почётных граждан города.
В России Горбаневская публиковалась с 1990 года, в постсоветское время регулярно приезжала на родину. В октябре 1990 года подписала «Римское обращение».
В апреле 2005 года приняла польское гражданство. По словам её сына Ярослава, это произошло так: 

Мать жила во Франции, в Париже, и многим собеседникам она говорила, что если бы было парижское гражданство, то, конечно, она бы его взяла. Без Парижа она жить не могла. А французское гражданство она не хотела просить, потому что ни политика этой страны, ни какая-то гражданственность французская её не привлекали, хотя она была вполне довольна своей жизнью во Франции. И дело было как-то в Польше, на вручении премии Ежи Гедройца. Она приехала на церемонию вручения премии, где присутствовал и президент Польши. <…> На той церемонии мать обратилась к польскому президенту: «А вы мне не дадите польское гражданство?»— 
Участник документального телесериала «Они выбирали свободу» (режиссёр Владимир Кара-Мурза, 2005 год).
3 июня 2008 подписала Пражскую декларацию о европейской совести и коммунизме. 23 октября 2008 года в Люблинском университете имени Марии Кюри-Склодовской Наталии Горбаневской вручили диплом почётного доктора (doctor honoris causa).
Горбаневская стала лауреатом международного литературного конкурса «Русская премия» по итогам 2010 года в номинации «поэзия». 27 апреля 2011 года в Москве супруга первого президента России Н. И. Ельцина вручила ей награду за книгу «Прильпе земли душа моя. Сборник стихотворений 1956—2010 гг.».
25 августа 2013 года, 45 лет спустя, Горбаневская снова приняла участие в демонстрации на Красной площади в составе группы оппозиционеров под лозунгом «За вашу и нашу свободу» — демонстрация была посвящена 45-летней годовщине протеста 1968 года. Баннер с лозунгом у Лобного места развернула группа из 12 человек, из которых 10 человек были задержаны полицией. Горбаневскую, как тогда сообщали СМИ, полиция не тронула.
22 октября 2013 года Горбаневской была вручена почётная медаль Карлова университета, которой отметили её многолетняя приверженность борьбе за демократию, свободу и права человека.
Скончалась 29 ноября 2013 года в Париже.
Похоронена в Париже на кладбище Пер-Лашез. В траурной церемонии приняли участие послы Польши и Чехии; Российская Федерация своих официальных представителей не прислала.

## Семья
- Сыновья — художник и радиоведущий Ярослав Горбаневский (род. 1961); оператор и видеограф Иосиф Горбаневский (1968—2017)[35][36][37][38].
  - Два внука и три внучки, среди которых Анна (Нюся) Красовицкая (род. 7 ноября 1992 года, Краснодар) — российская художница.
- Двоюродный брат — историк Владимир Борисович Кобрин[39].
- Родной племянник — филолог Михаил Викторович Горбаневский.

## Награды и премии
- Командор ордена Возрождения Польши (4 декабря 2013 года, Польша) — за выдающийся вклад в преодоление исторических стереотипов между польским и русским народами, за достижения в популяризации польской культуры, за поддержку демократических перемен в Польше[40].
- Офицер ордена Заслуг перед Республикой Польша (22 ноября 1999 года, Польша) — за выдающийся вклад в польскую культуру[41].
- Медаль «За заслуги» I степени (2014 год, Чехия, посмертно)[42].
- Орден Двойного белого креста II степени (9 июня 2014 года, Словакия)[43].
- Медаль Карла Крамаржа (2008 год)[44].
- Золотая памятная медаль Карлова университета[45].
- Медаль «Спешите делать добро».
- Русская премия (2010 год).
- Почётный гражданин Праги (1990 год).
- Почётный доктор Университета Марии Склодовской-Кюри.

## Оценка
Поэт Лев Рубинштейн:
Она была поэтом прежде всего, поэтом по преимуществу и поэтом замечательным, но её видимое миру социальное геройство временами заслоняло её поэтический масштаб.
Я счастлив, что знал её лично. И если бы меня попросили определить одним словом всю сумму разнообразных впечатлений от её необычайной личности, если бы меня попросили одним словом определить, какой была Наташа, я бы, недолго подумав, произнес бы слово «трогательная».
Она была удивительно трогательной — маленькая, хрупкая, с детской беззащитной улыбкой, с отчетливой, по-ученически старательной и всегда точной речью.
Всяческое геройство, всяческая гражданская и художническая доблесть, всяческая нравственная несгибаемость бывают особенно убедительными тогда, когда их носителями выступают люди с застенчивыми улыбками. Таким был Сахаров. Такой была Наташа.

Наташа мне казалась наиболее выразительной персонификацией сопротивления. С её трогательностью, человечностью, деятельным беспокойством, хрупкостью, лишенным наружного пафоса мужеством, поразительной независимостью от внешних обстоятельств, царственным пренебрежением как к житейским лишениям, так и к мировому признанию.
Польский писатель и редактор Ежи Помяновский:
Горбаневская была представителем замечательной части русской интеллигенции, от которой зависит будущее России: не только русского языка, русской литературы, но и русской политики. Cкромная, маленькая, не очень-то сильная женщина оказалась одним из самых отважных представителей того слоя русской интеллигенции, который двигает вперед будущее русской мысли. <…> Литературные выступления были лишь частью ее отважной жизни, которая вся была отдана общественному делу. И эта слабая немолодая женщина стала примером для польской и русской интеллигенции, от которого зависит будущее России, передовой и отважной России.

## Творчество
В поэзии Горбаневской существенную роль играет политическая тематика, но особенно показательны те стихи, в которых эта линия сливается с традиционными лирическими темами, звучащими всегда трагично. Характерны такие темы, как мучительное переживание беззащитности и несовершенства человека, мотивы одиночества и личной вины за происходящее.
Лирике Горбаневской присуща игра на этимологических или квазиэтимологических связях, игра на паронимиях и аллитерациях. С этим, возможно, связана и особая роль темы музыки в творчестве Горбаневской. Характерно также умелое использование цитат, вплоть до того, что некоторые из кратких стихотворений оказываются почти центонами. На позднем этапе своего творчества Горбаневская даже составляла комментарии к своим стихотворениям, ориентированные прежде всего на указание «источников» цитат. В некоторых из её сборников, особенно «Цвет вереска», присутствуют эксперименты с «расшатыванием» метра (в рамках классических размеров).

## Список изданий

### Поэзия
- Стихи. — Frankfurt/M., 1969
- Побережье. — Ann Arbor, 1973
- Три тетради стихотворений. — Bremen, 1975
- Перелетая снежную границу. — Paris, 1979
- Ангел деревянный. — Ann Arbor, 1982
- Чужие камни. — New York, 1983
- Переменная облачность. — Paris, 1985
- Где и когда. — Paris, 1985
- Цвет вереска. — Tenafly, 1993
- Не спи на закате. — СПб., 1996
- Набор. — М., 1996
- Кто о чём поет. — М., 1997
- 13 восьмистиший и ещё 67 стихотворений. — М., 2000
- Последние стихи того века. — М., 2001
- Русско-русский разговор: Избранные стихотворения. Поэма без поэмы: Новая книга стихов. — М., 2003
- Чайная роза. — М., 2006
- Развилки. — Самара, 2010
- Круги по воде. — М., 2010
- Прильпе земли душа моя. — М., 2011 («Русская премия» 2010 года)
- Штойто. — М., 2011
- Прозой о поэзии. — М., 2011
- Осовопросник. — М., 2013
- Города и дороги. — М., 2013

Стихи Горбаневской переводили на английский язык Джералд Смит, Дэниел Вайсборт, Миша Семёнов, на польский — Виктор Ворошильский, Станислав Баранчак, Адам Поморский, на украинский — Валерия Богуславская.

### Переводы
- И тогда я влюбилась в чужие стихи… Избранные переводы из польской поэзии. — Варшава—Краков, 2006.
- Мой Милош. — М., 2012.

### Публицистика
- Полдень: Дело о демонстрации 25 августа 1968 года на Красной площади — Frankfurt/M., 1970 (расширенное и дополненное издание: М., 2007).
- Росси Ж. Справочник по ГУЛАГу. В двух частях. — Издание 2-е, дополненное / Текст проверен Натальей Горбаневской. — М.: Просвет, 1991. — (Преступление и наказание в мировой практике). — ISBN 5-86068-008-2.

## В культуре
Н. Е. Горбаневской посвящена песня «Natalia», написанная в 1973 году жившей в Великобритании иранской певицей Шушей Гуппи (альбом «From Every Stage», 1976 год) и получившая известность в исполнении Джоан Баэз.

## Память
В октябре 2014 года вышла книга Людмилы Улицкой «Поэтка. Книга о памяти: Наталья Горбаневская» (Москва, АСТ, редакция Елены Шубиной, 2014).
28 октября 2014 года имя Натальи Горбаневской получила чешская языковая школа с правом приема государственного экзамена Czech Prestige.
В 2016 году Ксения и Кирилл Сахарновы закончили документальный фильм «Наталья Горбаневская: „Я не героиня“».
28 ноября 2018 года коллектив «Женская история для детей» выпустил детскую книгу о Наталье Горбаневской. Иллюстрации создала внучка Натальи Горбаневской, Нюся Красовицкая, текст написала Любава Малышева.
В 2021 году (год 85-летнего юбилея) Московский женский музей посвятил Наталье Горбаневской Месяц женской истории.